# Баттенорд
Баттенорд (нід. Battenoord) — селище в нідерландській провінції Південна Голландія. Входить до муніципалітету Гуре-Оверфлакке.
Його площа становить 0,34 км², а населення станом на 2021 рік складало 65 осіб.